# Меса (Аризона)
Ме́са (англ. Mesa [ˈmɛsə]) — город в штате Аризона (США), пригород Финикса. 3-й по количеству жителей (508 958 человек по состоянию на 2018 год) город Аризоны после Финикса и Тусона и 35-й в США.
Меса — один из самых быстрорастущих городов США, в XXI веке вошёл в число 40 крупнейших городов страны. Население Месы больше, чем в таких более известных городах США, как Кливленд, Майами, Тампа или Миннеаполис. Несмотря на это, Меса продолжает оставаться «спальным районом».

## Физико-географическая характеристика

### Климат
Город расположен в зоне аридного климата (в классификации Кёппена — BWh) с мягкой зимой и очень жарким летом.

## История

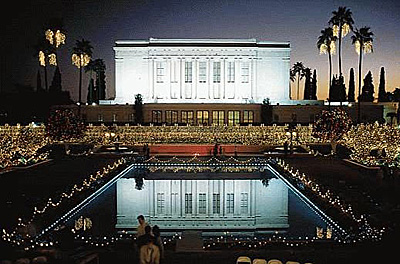
Храм Церкви Иисуса Христа Святых последних дней в Месе

Город основан мормонами-переселенцами в 1878 году и среди жителей Месы по-прежнему около 10 % — мормоны. Их Церкви принадлежит один из старейших храмов города.
Дважды (1979, 2023) город был награждён премией All-America City Award (с англ. — «Всеамериканский город») присуждаемой Национальной гражданской лигой, которую неофициально называют «Нобелевской премией за конструктивное гражданство» и которая выдается за активную гражданскую позицию жителей некорпоративных сообществ Соединённых Штатов в жизни местного самоуправления.

## Население
Согласно переписи населения США в 2010 году, расовый состав Месы:
- Белые — 77,1 %
- Латиноамериканцы — 26,5 %
- Афроамериканцы — 3,5 %
- Коренные американцы — 2,4 %
- Азиаты — 1,9 %
- Гавайцы — 0,4 %
- Прочие расы — 5,8 %
- Две и более расы — 3,4 %

## Достопримечательности
- Аризонский музей естественной истории

## Города-побратимы
- Бернаби, Канада
- Карас[англ.], Перу
- Гуаймас, Мексика
- Кайпин, Китай
- Аппер-Хатт, Новая Зеландия